# Zabarwienia drewna po spławie
Zabarwienia po spławie –  wada drewna z grupy zabarwień występująca w postaci szarobrunatnego zabarwienia drewna okrągłego, które przez długi czas było poddane działaniu wody w czasie spławu i składowania na wodzie lub w wyniku zatonięcia kłód. Zmiana barwy obejmuje strefę obwodową i sięga do głębokości 3-5mm.
Zmiana barwy nie wywiera wpływu na jakość drewna okrągłego. Tarcica otrzymywana z przetarcia kłód składowanych w wodzie przybiera pod wpływem suszenia w suszarniach żółte zabarwienie, co nie obniża jakości tarcicy. Zmiany barwne w okleinach mogą być uważane za wadę estetyczną.